# Leo Burnett Worldwide

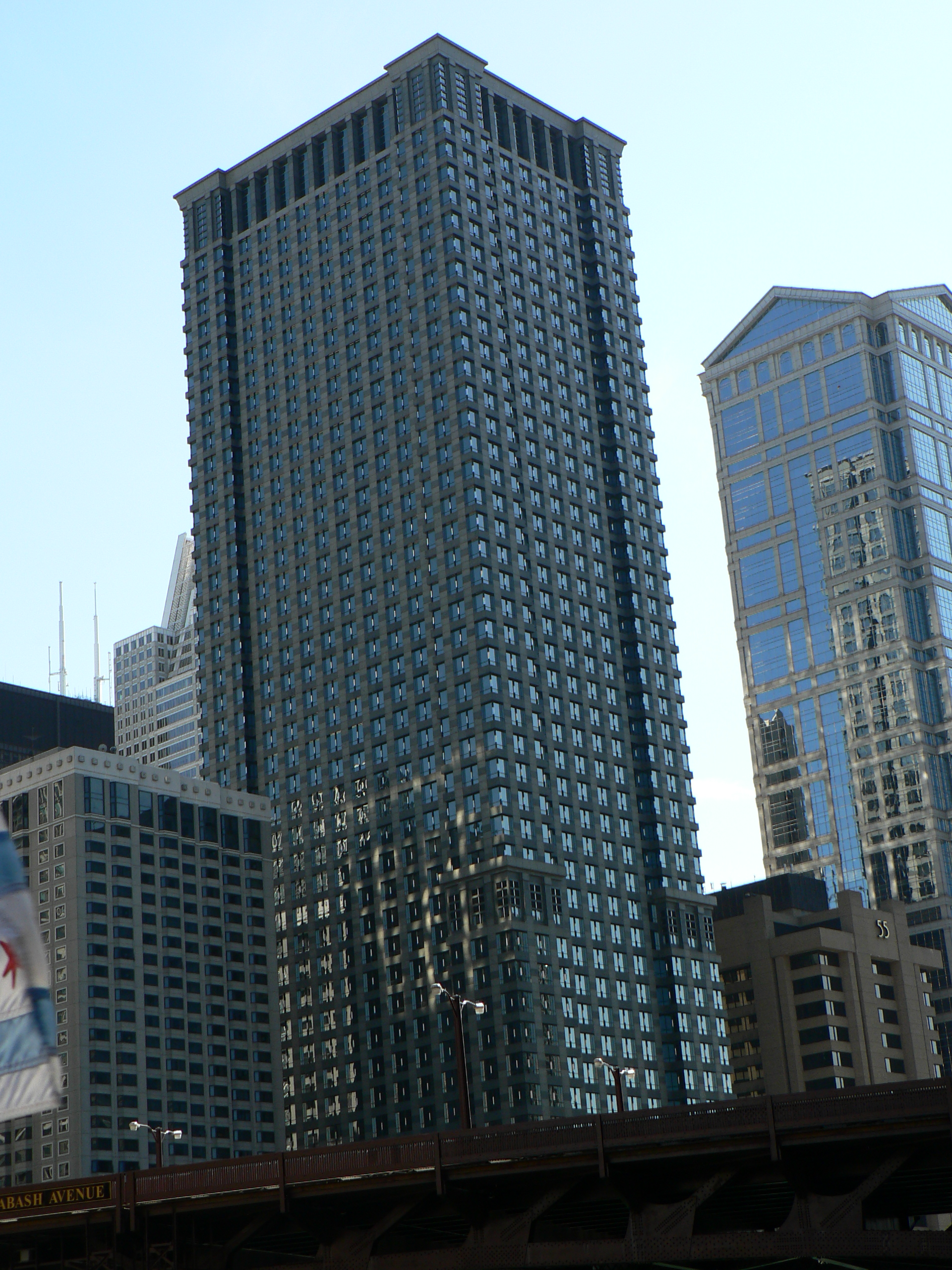
Sede da agência em chicago

A Leo Burnett Worldwide (ou simples: Leo Burnett) é uma agência de publicidade estadunidense com sede em Chicago que foi fundada em 1935 por Leo Burnett. A empresa, que desde 2002 pertence ao grupo francês Publicis Groupe, está presente em 85 países.

## Portugal
A Leo Burnett Worldwide mantém uma subsidiária em Lisboa. Nos anos 90 a Leo Burnett Worldwide comprou uma agência local chamada Cineponto, que passou a chamar-se Cineponto Leo Burnett e só uns anos depois apenas Leo Burnett.[carece de fontes?]

## Exposições de arte
A agência Leo Burnett tem sido repetidamente curador das principais exposições internacionais, incluindo a exposição de Lausanne (Suíça), em 2001, estrelado pelo pintor italiano Umberto Pettinicchio eo fotógrafo Steve McCurry.